# Hector
Trong thần thoại Hy Lạp, Hector (Ἑκτωρ), hoặc Hektor, là hoàng tử thành Troy,  một trong những chiến binh vĩ đại nhất của cuộc chiến thành Troia. Hector là con trai của Priam, vua của thành Troy với hoàng hậu Hecuba. Anh là người lãnh đạo các chiến binh thành Troy trong cuộc bảo vệ thành Troy. Hector nổi danh không chỉ vì lòng dũng cảm mà còn vì phẩm chất cao quý của mình.

## Về cái tên
Trong Tiếng Hy Lạp, Héktōr là một dẫn xuất của động từ ἔχειν , ékhein , dạng cổ xưa * ἕχειν , hékhein ('to have' hoặc 'to hold'), từ Proto-Indo-European * seĝh- ('to hold').  Héktōr , hay Éktōr như được tìm thấy trong thơ Aeolic , cũng là một hình ảnh thu nhỏ của Zeus với tư cách là 'người nắm giữ'. Vì vậy, tên của Hector có thể được coi là 'giữ nhanh'. 

## Chiến tranh thành Troy

### Chiến binh bất đắc dĩ
Ban đầu Hector không tán thành cuộc chiến giữa người Hy Lạp và dân thành Troiy. Chứng kiến việc em trai Paris không chịu giao chiến với Menelaus, anh trách móc nặng nề Paris đã gây ra cuộc chiến tranh, mà nay lại lẩn tránh. Anh đề nghị một cuộc đấu tay đôi giữa Paris với Menelaus để chấm dứt cuộc chiến này. Tuy nhiên, cuộc đấu tay đôi này không phân thắng bại do có sự can thiệp của các thánh thần.
Quân Hy Lạp tấn công và đẩy lùi quân Troy, Hector phải đứng ra tổ chức cuộc phản công. Andromache, vợ của Hector, đã cầu xin  anh hãy vì cô và vì con trai (Astyanax) đừng ra trận. Hector đoán rằng số phận của thành Troy và dòng dõi vua Priam sẽ bị hủy diệt, rằng chờ đợi họ là cái chết hoặc kiếp nô lệ, nhưng Hector vẫn trìu mến giải thích với người vợ rằng định mệnh của anh là phải tham gia cuộc chiến này, phải lãnh đạo những con dân thành Troy bảo vệ thành phố, bảo vệ quê hương, bảo vệ những gì họ yêu thương. Anh cũng mong Andromache sẽ cố gắng bảo vệ con trai, chăm sóc con khôn lớn, trở thành một chiến binh còn lừng danh hơn cha nữa. Cuối cùng, Hector giã biệt gia đình để tham gia cuộc chiến.
Hector và Paris xung trận, tập hợp lại quân Troy và giáng vào quân Hy Lạp nhiều tổn thất. Theo lời khuyên của Helenus, một trong những người em, Hector thỏa thuận với quân Hy Lạp cho hai đạo quân tạm ngưng chiến, và thách thức các chiến binh Hy Lạp giao chiến tay đôi. Thoạt đầu các dũng sĩ Hy Lạp ngần ngại không muốn giao chiến với Hector, chỉ đến khi viên lão tướng Nestor chỉ trích, châm biếm họ, chín dũng sĩ Hy Lạp mới đứng ra chấp nhận lời thách thức. Phiếu bốc thăm đã trúng Ajax Lớn, và Ajax giao tranh với Hector trong suốt ngày hôm đó không phân thắng bại. Cuối cùng hai người đều bày tỏ lòng khâm phục của mình cho lòng dũng cảm và sự thiện chiến của đối phương. Hector tặng cho Ajax thanh gươm của mình, (Ajax về sau dùng chính thanh gươm này tự sát), còn Ajax tặng lại cho Hector chiếc dây lưng của mình.
Quân Hy Lạp và Troy thỏa thuận ngưng chiến để chôn cất tử sỹ, tảng sáng ngày tiếp theo, quân Hy Lạp lợi dụng thời gian ngưng chiến để đắp một bức thành và một chiến hào bảo vệ xung quanh nơi để chiến thuyền của họ.

### Quân Troy phản công
Sau trận đấu đó, quân Troy tiếp tục tấn công trại của quân Hy Lạp. Quân Troy đã phá vỡ được chiến lũy, tràn vào đốt được một số chiến thuyền của quân Hy Lạp. Đích thân chủ tướng Agamemnon của Hy Lạp phải đứng ra tập hợp binh sĩ lại chống đỡ, và tới đêm, quân Troy bị đẩy lùi. Hector cho binh sĩ hạ trại ngay trên trận địa, định đến ngày hôm sau sẽ đánh chiếm doanh trại địch và đốt phá chiến thuyền Hy Lạp.
Ngày hôm sau, Agamemnon cùng quân Hy Lạp đánh lui quân Troy, khiến quân Troy bỏ chạy toán loạn "như đàn bò bỏ chạy vì bị sư tử tấn công". Hector không giao chiến cho tới khi Agamemnon bị thương, phải rời bỏ chiến trường do bị một ngọn lao đâm vào tay. Khi đó Hector lại dẫn quân Troy ào ạt tấn công quân Hy Lạp như "trận cuồng phong quét xuống biển".
Tuy nhiên cuộc tấn công đã bị đẩy lùi khi Patroclus (chiến hữu và cũng em họ, thân tình là  của Achilles), mặc áo giáp của Achilles, dẫn những chiến binh Myrmidons và những chiến binh Hy Lạp chống lại quân Troy.
Sau khi Patroclus đẩy lùi quân thành Troy, Hector, với sự giúp đỡ của thần Apollo và Euphorbus, đã giết Patroclus. Sau đó, chàng cởi bỏ áo giáp của Patroclus (Hector khi đó tưởng Patroclus là Achilles vì trên người Patroclus mặc áo giáp của Achilles) và mặc vào người mình. Cái chết của Patroclus đã dẫn đến cuộc tấn công khác vào thành Troy, và một cuộc chiến khốc liệt nhằm tìm kiếm thi thể Patroclus. Achilles vừa nghe tin về cái chết của em họ mình đã hét ầm lên và tiếng khóc đã làm nhụt nhuệ khí cũng như khiến đội quân thành Troy phải khiếp sợ. Điều này khiến cho người Danai tìm lại được cái xác và cả hai bên cùng hoãn binh. Cái chết của Patroclus làm cho Achilles thôi không còn tức giận, điều đã khiến anh đứng ngoài cuộc chiến, và thề sẽ báo thù cho cái chết của người bạn bằng cách giết chết Hector. Ngay trong đêm đó người Troy đã tiến hành hội nghị về những việc cần làm sắp tới. Cánh tay phải của Hector là Polydamas đã đưa ra ý kiến rằng người Troy không nên phí thời gian và hãy nhanh chóng lui quân phòng thủ sau tường thành, nơi họ sẽ được an toàn hơn đối với cơn thịnh nộ của Achilles. Tuy nhiên Hector đã không chịu lắng nghe lời em họ mình, và nghĩ rằng quân Troy vẫn còn trên đỉnh cao của chiến thắng.

### Thất trận và chết

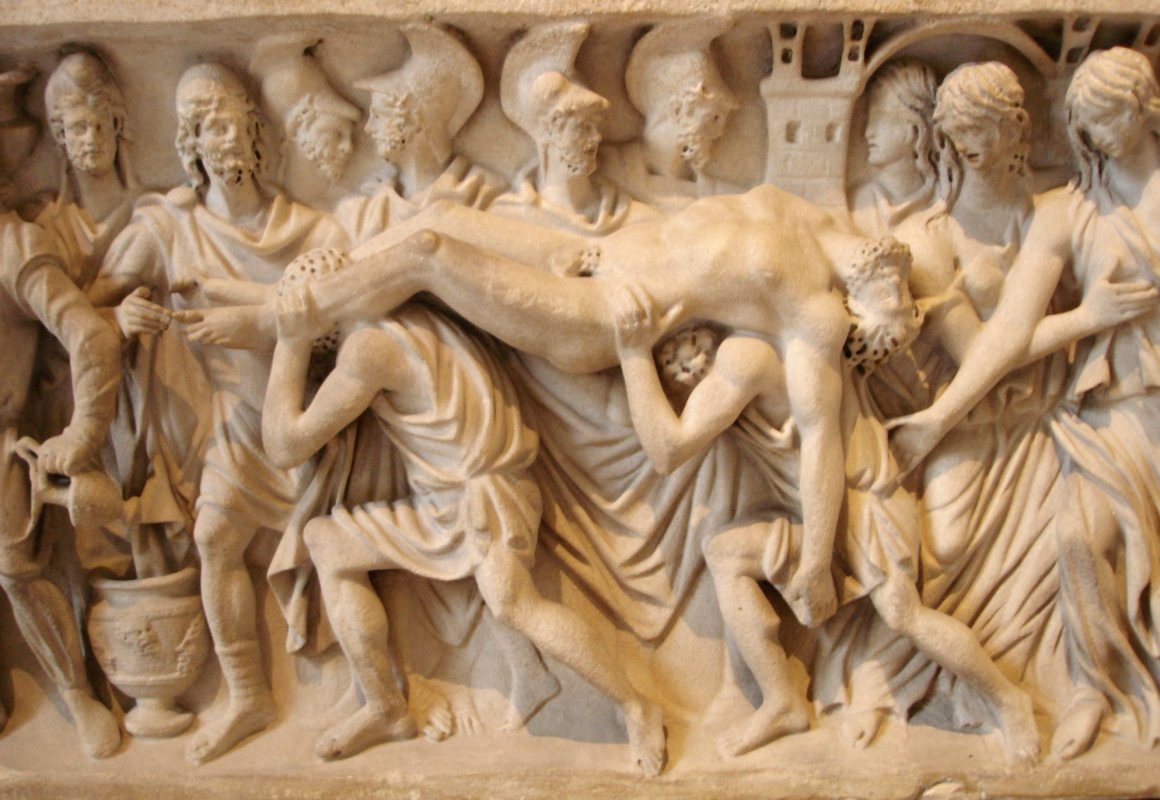
Thi hài của Hector được đưa về thành Troy từ quân đội Hy Lạp, 180–200 SCN

Ngày hôm sau, Achilles đã giết rất nhiều chiến sĩ Troy và dồn họ trở lại thành Troy. Hector đã bị bỏ lại một mình đối mặt Achilles. Hoảng hốt, Hector bỏ chạy và bị Achilles truy đuổi ba vòng quanh thành phố. Sau đó Hector làm chủ được nỗi sợ hãi và quay trở lại chiến đấu với Achilles. Nhưng Athena, dưới hình dạng người em trai Hector là Deiphobus, đã đánh lừa anh. Achilles ném lao vào Hector, Hector tránh được, nhưng nữ thần Athena mang ngọn lao trở lại cho Achilles mà Hector không hay biết. Đến lượt mình, Hector ném lao vào trúng vào cái khiên của Achilles, nhưng không xuyên thủng được nó. Đến lúc này, Hector quay về phía "người em trai" để gọi lấy ngọn lao khác, thì Hector mới nhận thấy sau lưng mình không có ai cả. Hector hiểu rằng số mệnh mình đã được định đoạt, và thần linh đứng về phía Achilles. Nhưng là một chiến binh anh dũng cho đến phút cuối cùng, Hector quyết tâm sẽ chiến đấu cho đến chết, và rằng người đời sẽ còn nhắc đến sự anh dũng của mình trong suốt nhiều năm sau. Hector xin Achilles đừng làm nhục xác mình, rằng xác mình sẽ được trao trả cho vua Priam và an táng theo đúng nghi lễ nhưng đã bị Achilles khinh bỉ từ chối.
Achilles nhận ra chiếc áo giáp mà kẻ thù đang mặc là của mình và biết rõ cách khai thác điểm yếu của nó, có một kẽ hở ở ngay cổ chiếc áo. Anh liền đâm chiếc lao xuyên qua kẽ hở và Hector đã bị giết.
Achilles rạch hai gót chân của Hector, dùng chiếc thắt lưng mà Ajax Lớn, em họ của Achilles tặng Hector, luồn qua các vết rạch, buộc nó vào chiến xa của mình, rồi kéo lê xác chết của Hector trong bụi đất về doanh trại. Trong những ngày tiếp theo, Achilles cố làm hại cái xác của Hector nhưng nó vẫn được bảo vệ bởi các vị thần, tránh khỏi mọi tổn hại. Vua Priam đến chuộc lại xác con, và Achilles vì nể tuổi tác già nua của ông lão giống như cha mình mà cho phép ông mang xác Hector về. Ông trở về thành Troy với cái xác của Hector, rồi tổ chức một tang lễ vô cùng trọng thể. Cả Helen cũng đến viếng Hector, bởi anh luôn đối xử tử tế với cô và bảo vệ cô khỏi sự khinh miệt. Những dòng cuối của trường ca Iliad là để kể về đám tang của Hector, người được vinh danh như hoàng tử thành Troy, người luyện thuần chiến mã.
Theo nhà văn người Đức Pausanias, sống vào giữa thế kỉ II trước Công nguyên, thành phố Thebes đã gửi một phái đoàn đến thành Troy để lấy lại xương của Hector.
Bởi sự dũng cảm và tinh thần hiệp sĩ, Hector đã cùng với Alexander đại đế và Julius Caesar trở thành ba trong số Chín Hiệp Sĩ Được Kính Trọng (Nine Worthies), dù họ là những người đa thần giáo thay vì Thiên chúa giáo. Thật ra, Nine Worthies là một danh sách các hiệp sĩ có phẩm chất cao quý, không hề câu nệ họ thuộc tôn giáo nào. Trong chín người chỉ có ba là thuộc Thiên chúa giáo (vua Arthur, hoàng đế Charlemagne, Godfrey xứ Bouillion), còn lại là những anh hùng đa thần giáo và Do Thái giáo (vua David, Joshua, Judas Maccabeus.).
Hector được coi là như gương mặt của quân bồi rô (quân J) trong bộ bài Pháp (bài Tây).

## Xuất hiện
- Năm 2004, một bộ phim của Hollywood tên Troy, nhân vật Hector được nam diễn viên Eric Bana thủ vai.